# Umra
Umra (arabsky عمرة‎), též malá pouť, je poutní rituál muslimů v Mekce, který může být vykonán v kteroukoli roční dobu. Umra v sobě zahrnuje v zásadě dva větší rituální úkony – tawáf (sedmeré obcházení Ka'by) a sa'j (běh mezi pahorky Safá a Marwá). Výraz malá pouť, kterým se umra občas označuje, bývá používán zejména v souvislosti s velkou poutí – hadždžem, jehož je umra součástí.
Umru často vykonávají islámští politici, různé delegace apod., aby tak dali veřejně najevo svou zbožnost.